# Orden der Sklavinnen der Tugend

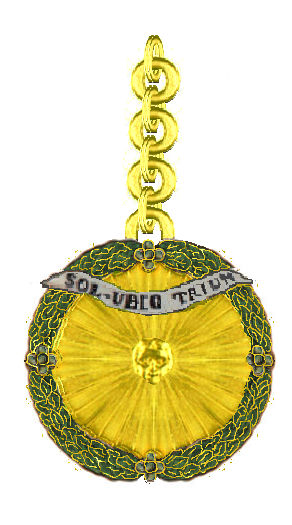
Ordenszeichen

Der Orden der Sklavinnen der Tugend wurde von der Kaiserin Eleonora Magdalena Gonzaga von Mantua-Nevers im Jahre 1662 gestiftet.
Diese österreichische Ordensgemeinschaft war ein Damenorden. Die Pflichten zur Aufnahme waren, sich durch einen tugendhaften und frommen Lebenswandel auszuzeichnen. Die Zahl der Adels-Damen war, Prinzessinnen ausgenommen, auf 30 festgesetzt. Ihre Ernennung wurde durch die Großmeisterin vollzogen, die auf Lebenszeit die Gattin des Kaisers war, nach dessen Ableben seine Witwe. Bei der Aufnahme musste Treue zur Ordensgemeinschaft gelobt werden.
Mit dem Ableben von Eleonore Magdalene von Pfalz-Neuburg 1720, der Witwe Leopolds I., wurde der Orden aufgehoben.

## Ordensdekoration
Das Ordenszeichen ist eine goldene Medaille, auf welcher eine strahlende Sonne, umgeben von einem grünen Lorbeerkranz geprägt ist. Eine Umschrift SOL. UBIQ. TRIUM. (Sola ubique triumphat, die Tugend allein behält den Sieg) war die Ordensdevise.

## Trageweise
Die Damen trugen diese Medaille an einer goldenen Kette am linken Oberarm. Zusätzlich gab es eine kleinere Medaille an einer schwarzseidenen Schnur.

## Ordensregel (Auszug)
1. Wer das Ordenszeichen nicht sichtbar trug, musste hundert Taler Strafe bezahlen.
2. Bei feierlichen Gelegenheiten wurde eine besondere Ordenskleidung getragen.
3. Beim Tod einer Ordens-Dame musste das große Ordenszeichen zurückgegeben werden. Das kleinere behielten die Erben.